# قلعه آبسرده (بروجرد)
منطقه آبسرده یکی از مناطق بکر و توریستی شهرستان بروجرد در استان لرستان است. این منطقه در دهستان همت آباد بیرانوند شمالی در بخش مرکزی این شهرستان قرار دارد.  آبسرده در تنگه‌ای در دل کوه‌های جنوبی شهرستان بروجرد و بر سر جاده آسفالته بروجرد - چغلوندی- الشتر  - خرم‌آباد قرار گرفته‌است. فاصله آن تا شهر بروجرد ۱۵ کیلومتر است.  آب سرده آب و هوایی سرد و کوهستانی دارد.✓ رحیم صادقی 

## مردم شناسی
ساکنان قلعه آبسرده بیشتر از طایفه‌های لر هستند و زبان آنها لکی هست که در شمال و غرب استان لرستان رواج کامل دارد . دامپروری،کشاورزی دیم و فروشگاه های محصولات محلی شغل اصلی مردم این روستا است.

## جمعیت
بنابر سرشماری مرکز آمار ایران، جمعیت  آبسرده در سال ۱۳۹۵، برابر با ۵۰۰۰ نفر بوده‌است که از این میان ۳۰۰۰نفر مرد و بقیه زن بوده‌اند. ۸۰٪ ساکنان آبسرده باسوادند. این منطقه ۱۵۰۰ خانوار جمعیت دارد.